# Кинофобија
Кинофобија (од грчког κυων, κυνος - пас и φοβος - страх, страх) је ментални поремећај, фобија (ирационални страх), чији су предмет пси. Кинофобија се може јавити код људи које је пас угризао или је изазвао озбиљан стрес. Око 1/50 људи пати од кинофобије.

## Опис
Кинофобија најчешће настаје због негативног искуства у вези са псом: јурњава, уједање и слично. Код деце страх може настати једноставно од великог пса, или од честих упозорења родитеља о опасним псима. Симптоми могу укључивати: покушај сакривања од паса, стрес, панику. Такође може постојати генетска предиспозиција за кинофобију, а људи са осетљивијим темпераментом такође могу бити изложени већем ризику од развоја фобије.
Кинофобија у ИЦД
У МКБ-11, кинофобија је класификована под шифром 6Б03 – Специфичне фобије. У МКБ-10, кинофобија је шифрована Ф40.2.

## Третман

### Психотерапија
За кинофобију, когнитивна бихејвиорална терапија може бити ефикасна. Облик когнитивне бихејвиоралне терапије је и терапија излагања – сусрет са објектом страха. У студији из 2003. године, 82 особе са кинофобијом су биле подвргнуте терапији изложености и имале су стопу побољшања од 73%.